# Myospalax myospalax
Myospalax myospalax là một loài động vật có vú trong họ Spalacidae, bộ Gặm nhấm. Loài này được Laxmann mô tả năm 1773.

## Hình ảnh

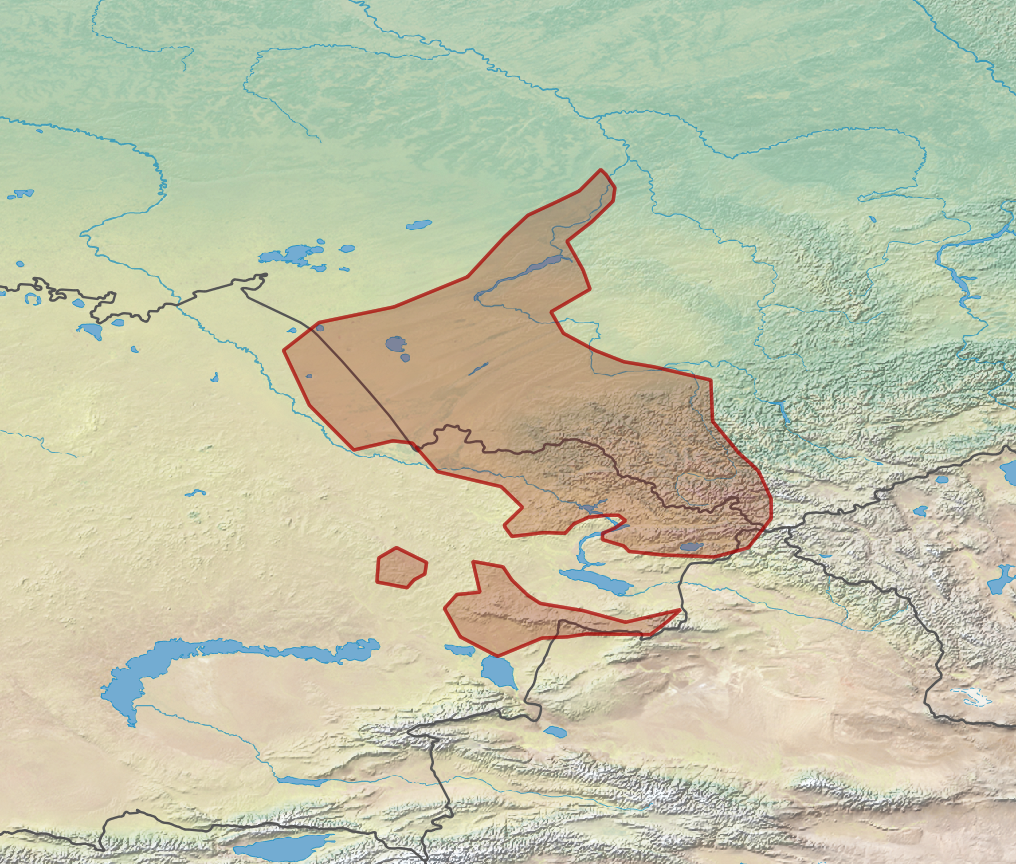
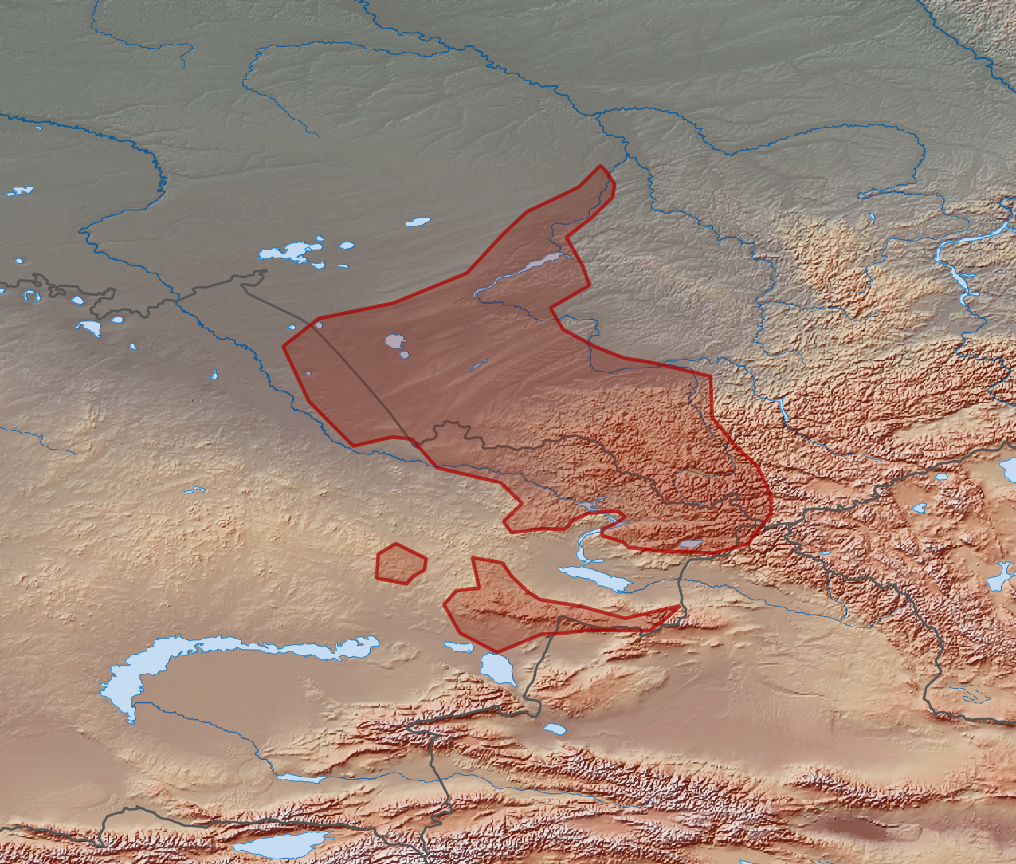
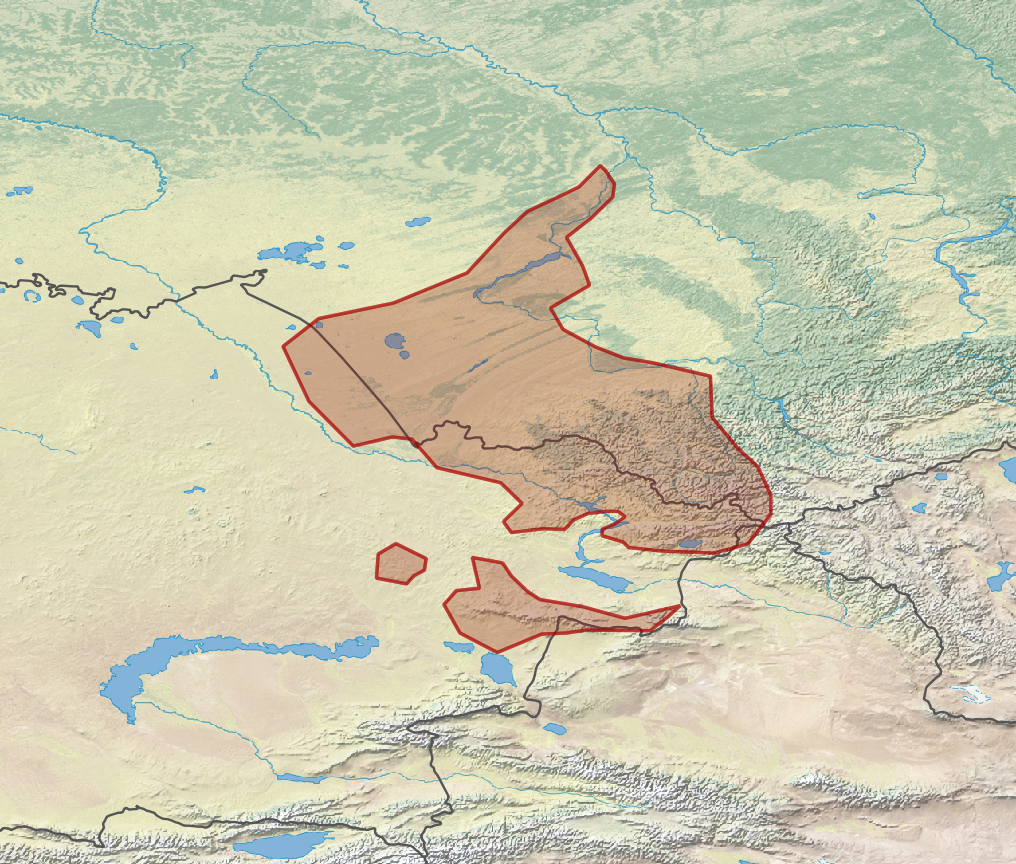
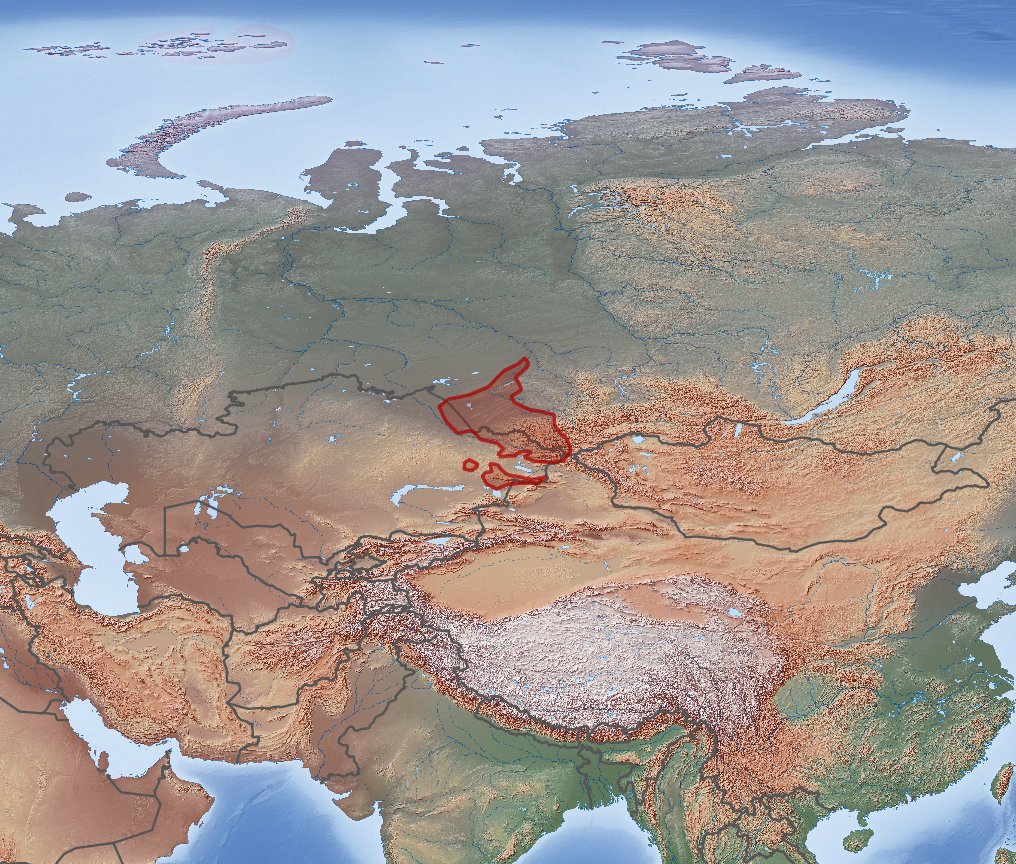